# Mosia nigrescens
Mosia nigrescens — монотипний вид мішкокрилих кажанів родини Emballonuridae.

## Поширення
Країни поширення: Індонезія, Папуа Нова Гвінея, Соломонові острови. Спочиває під пальмовим листям, у вапнякових печерах, під скельними навісами і на дахах будинків. Харчується в різноманітних первинних і вторинних місцинах, в тому числі тропічних широколистяних лісах, мангрових лісах, кокосових гаях, сільських садах і селах.

## Морфологія
Голова і тіло довжиною 32—41 мм, хвіст довжиною 7—12 мм, передпліччя довжиною 31—36 мм, вага дорослих 2.5—4.1 гр. Забарвлення світло-коричневе. Має коротке, тупе, рідко вкрите волоссям лице з великими очима. Самці менші за самиць.

## Поведінка
Вид комахоїдний. Самиці, як вважають, народжують двох малят щорічно. Часто літає перед сутінками у вишині над дощовими лісами, а також навколо поселень та садів.

## Загрози та охорона
Здається, немає серйозних загроз для цього виду. Імовірно живе на багатьох охоронних територіях.